# 蒼波純
蒼波 純（あおなみ じゅん 、2001年（平成13年）6月27日 - ）は、日本の女優、女性アイドル、モデル。旧芸名は青波純。本名は青沼純。
宮城県出身。

## 来歴
吉田豪のファンであった母親が吉田が選考委員を務めるミスiD2014に応募。2013年9月20日、ミスiD2014グランプリを受賞。
2013年12月10日付で青波純から蒼波純に改名、トップコートに所属して芸能活動を開始。
2013年12月より大森靖子のMV「ミッドナイト清純異性交遊」「君と映画」に出演して橋本愛との共演で注目を集め、同MVの映画化作品となる2015年1月公開の『ワンダフルワールドエンド』で橋本愛とともにダブル主演を務め映画デビュー。続けて『サムライフ』などの映画に出演し、2016年2月には根本宗子とおとぎ話のコラボレーションによる舞台『ねもしゅーのおとぎ話「ファンファーレサーカス」』で趣里とともにダブル主演を務め、舞台初出演。
2015年に出演したドラマ・映画『女子の事件は大抵、トイレで起こるのだ。』で共演した吉田凜音と期間限定のアイドルユニット「ずんね from JC-WC」を結成。「14才のおしえて」で2015年11月18日デビュー。同ユニットは「14歳が終わるまで」の期間限定とされており、12月11日に吉田が15歳の誕生日を迎えたことにより12月13日に解散した。
2016年に放送された『運命に、似た恋』（NHK）では、主人公の幼少期を演じた。
2018年6月、ヤングジャンプ『制コレ18（いちはち）』にエントリー。30号で表紙、32号で水着グラビアを披露した。
2019年4月27日、トップコートからGrickへの移籍を報告。
笑顔を見せないタイプのアイドル“笑わないアイドル”と称されている。
2021年10月2日を最後に、SNSの投稿が途切れ、2022年3月にはファンクラブが解散し、事実上活動休止状態となっていたが、
2023年1月、Grickとの契約終了が発表された。これにより、事実上芸能界引退となった。
2023年9月現在は、宮城県内の一般企業に就職している。

## 人物
- 趣味：絵を描くこと
- 特技：黒柳徹子のモノマネ　指パッチン
- チャームポイント：左耳の立っているところ
- ゲームが大好きな自称オタクで、乙女ゲーム、音楽ゲームにハマっている[17]。サブカルチャーの知識はかなりのものを持っている。
- 周りからは「中身残念ちゃん」と呼ばれている。また、本人曰く、「話すことはあまり得意ではない」という。
- ドイツに家を買うのが目標。で、ぬいぐるみの沢山ある家に住みたいという。
- 目標の女優は新垣結衣[17]、橋本愛。
- 自宅は現在も宮城県にあり、仕事の度に関東圏まで通っている。それにより、高校も地元の高校を選んだ。高校進学後も宮城県の実家から仕事場へ通いつつ芸能活動を継続する予定である[17]。
- 声優を目指している。
- グランプリ受賞の感想に「なんだろう……感想……ええと……あまり自信はなかったですけど……（熟考）……なんかうれしいなって……思います……」と答えている。
- また、インターネット上では「笑わないアイドル」という異名が付けられているが、これは彼女が笑顔を見せることが極めて稀であるためである。現在ではネットから逆輸入される形でメディアにもそういった紹介がされることがある。

## 出演

### テレビドラマ
- ドラマ10 運命に、似た恋（2016年9月23日 - 11月11日、NHK総合） - カスミ（少女時代） 役[12]
- 青きヴァンパイアの悩み 第1話・2話（2021年2月8日 - 15日、TOKYO MX） - 滝川花 役[19]
- 宮城発地域ドラマ ペペロンチーノ（2021年3月、NHK仙台放送局） - 阿部蒼 役 ※第47回放送文化基金賞テレビドラマ番組最優秀賞受賞。

### 映画
- ワンダフルワールドエンド（2015年1月17日公開） - 主演・木下亜弓 役[20]
- サムライフ（2015年2月28日公開） - ノゾミ 役
- 世界の終わりのいずこねこ（2015年3月7日公開） - スウ子 役
- 劇場版『女子の事件は大抵、トイレで起こるのだ。』（2015年8月22日公開） - 大川たまこ 役
- ゆきおんなの夏（2016年7月公開） - ふうか 役
- 永遠の少女（2017年10月28日、第30回東京国際映画祭の「SHINPA vol.6」で上映） - 主演・園子 役[21]
- サニー/32（2018年2月9日新潟・長岡先行公開、17日より全国公開） - 向井純子 役[22][23]
- 志乃ちゃんは自分の名前が言えない（2018年7月14日公開）[24]
- 血まみれスケバンチェーンソーRED（2019年2月22日公開） - メロン 役[25]
- 放課後ソーダ日和-特別版-（2019年3月22日公開） - ムウ子 役[26]
- GEEK BEEF BEAT（2019年11月23日公開）
- スウィート・ビター・キャンディ（2022年7月15日公開） - 薫 役[27]

### 舞台
- ねもしゅーのおとぎ話「ファンファーレサーカス」（2016年2月11日 - 14日、新宿FACE） - 主演
- 「アルプススタンドのはしの方」高校演劇ver.（2021年1月8日 - 10日、浅草九劇）

### 書籍
- 成馬零一『キャラクタードラマの誕生 テレビドラマを更新する6人の脚本家』（2013年12月25日発売、河出書房新社） - 表紙グラビア

### ミュージック・ビデオ
- 大森靖子 「ミッドナイト清純異性交遊」（2013年）
- 大森靖子 「君と映画」（2013年）
- 大森靖子 「イミテーションガール」（2014年）
- ななみ 「I live for love」　(2015年)
- 銀杏BOYZ 「エンジェルベイビー」（2017年）
- 泉まくら 「永遠の少女」（2017年）
- H△G 「アロー」（2018年）

### WEB
- ichiichi（2014年）
- 週プレNEWS（2015年）[2]

## 音楽作品
- 14才のおしえて（ずんねfromJC-WC名義、2015年11月18日、ポニーキャニオン）